# Журавлёвка (Акмолинская область)
Журавлёвка (каз. Журавлевка) — село в Буландынском районе Акмолинской области Казахстана. Административный центр Журавлевского сельского округа. Код КАТО — 114039100.

## География
Село расположено в южной части района, на правом
берегу реки Баксук, на расстоянии примерно 82 километров (по прямой) к юго-западу от административного центра района — города Макинск.
Абсолютная высота — 268 метров над уровнем моря.
Климат холодно-умеренный, с хорошей влажностью. Среднегодовая температура воздуха положительная и составляет около 3,8°С. Среднемесячная температура воздуха в июле достигает +19,9°С. Среднемесячная температура января составляет около -15,0°С. Среднегодовое количество осадков составляет около 425 мм. Основная часть осадков выпадает в период с июня по август.
Ближайшие населённые пункты: село Ярославка — на севере, село Воробьёвка — на западе, село Акимовка — на востоке, село Жана-Турмыс — на юге.
Через территорию села проходит автодорога областного значения КС-8 «Новый Колутон — Акколь — Азат — Минское». С восточной стороны села проходит автодорога КС-1 «Жалтыр — Макинск».

## История
Основано в 1898 году как переселенческий участок «Камыш» с наделением участков земли на 750 душевых долей из расчета 15 десятин на одну душу. Сельское общество «Журавлевское» образовано в 1899 году. Два казенных  колодца построены в 1900 и 1901 годах. В 1907 году построена школа , где обучались 80 мальчиков и 50 девочек . На 1911 год в селе имелось 5 торговых лавок , фельдшерский пункт. Дома в селе были деревянные ,саманные и дерновые страховой стоимостью 100, 50 и 25 рублей соответственно.
В селе Журавлевском Акмолинского уезда — имелся деревянный молитвенный дом с престолом Святого Архистратига Михаила, построенный в 1904 году. В состав Журавлевского прихода входило: село Журавлевское, посёлки Оксановский, Ярославский, Терен-Узень (Ново-Воронежский), Брянский, Сарыкуль. Жители прихода — преимущественно малороссы. В 1912 году в селе было начато строительство церкви .
В 1935—1963 годах — центр Калининского района.

## Население
В 1916 году население села составляло 755 мужчин и 720 женщин.
В 1989 году население села составляло 1932 человек (из них русские — 53%, немцы — 20%).
В 1999 году население села составляло 1371 человек (658 мужчин и 713 женщин). По данным переписи 2009 года, в селе проживало 1009 человек (478 мужчин и 531 женщина).
| Численность населения | Численность населения | Численность населения |
| 1989                  | 1999                  | 2009                  |
| --------------------- | --------------------- | --------------------- |
| 1932                  | ↘1371                 | ↘1009                 |

### Известные жители и уроженцы
В селе родился Герой Советского Союза Николай Сергиенко.

## Улицы[7]
- ул. Артемьева
- ул. Астана
- ул. Береке
- ул. Кирова
- ул. Комсомольская
- ул. Кулагер
- ул. Мира
- ул. Набережная
- ул. Носачева
- ул. Орджоникидзе
- ул. Пролетарская
- ул. Рабочая
- ул. Целинная

Решением акима Журавлевского сельского округа Буландынского района Акмолинской области от 2 ноября 2010 года № 1 «О переименовании улицы села Журавлевка», зарегистрированное Управлением юстиции Буландынского района Акмолинской области 3 декабря 2010 года № 1-7-124 — в селе Журавлёвка были переименована 1 улица;
Решение акима Журавлевского сельского округа Буландынского района Акмолинской области от 16 ноября 2020 года № 1« О переименовании улиц села Журавлевка Буландынского района», зарегистрированное Департаментом юстиции Акмолинской области 20 ноября 2020 года № 8163 — в селе Журавлёвка были переименованы 3 улицы.